# AntiSquad
AntiSquad est un jeu vidéo de tactique au tour par tour développé par le studio InsGames et édité par la société Bulkypix, sorti le 3 décembre 2013 sur iOS et Windows.

## Univers
Le jeu met en scène une équipe de mercenaires combattant des cartels de la drogue en Amérique du Sud. L'esthétique du jeu est cartoon et peut évoquer d'autres titres comme Team Fortress 2.

## Système de jeu
Le joueur contrôle au tour par tour 7 personnages selon des critères tactiques (type d'armes porté type d'ennemis, etc.).
Au fur et à mesure de sa progression, le joueur peut débloquer de nouvelles armes et spécialisations. Le jeu dispose également d'un système de succès.

## Accueil
- Pocket Gamer : 5/10[4]